# La Mudarra
La Mudarra est une commune de la province de Valladolid dans la communauté autonome de Castille-et-León en Espagne.

## Sites et patrimoine
- Église Nuestra Señora del Rosario

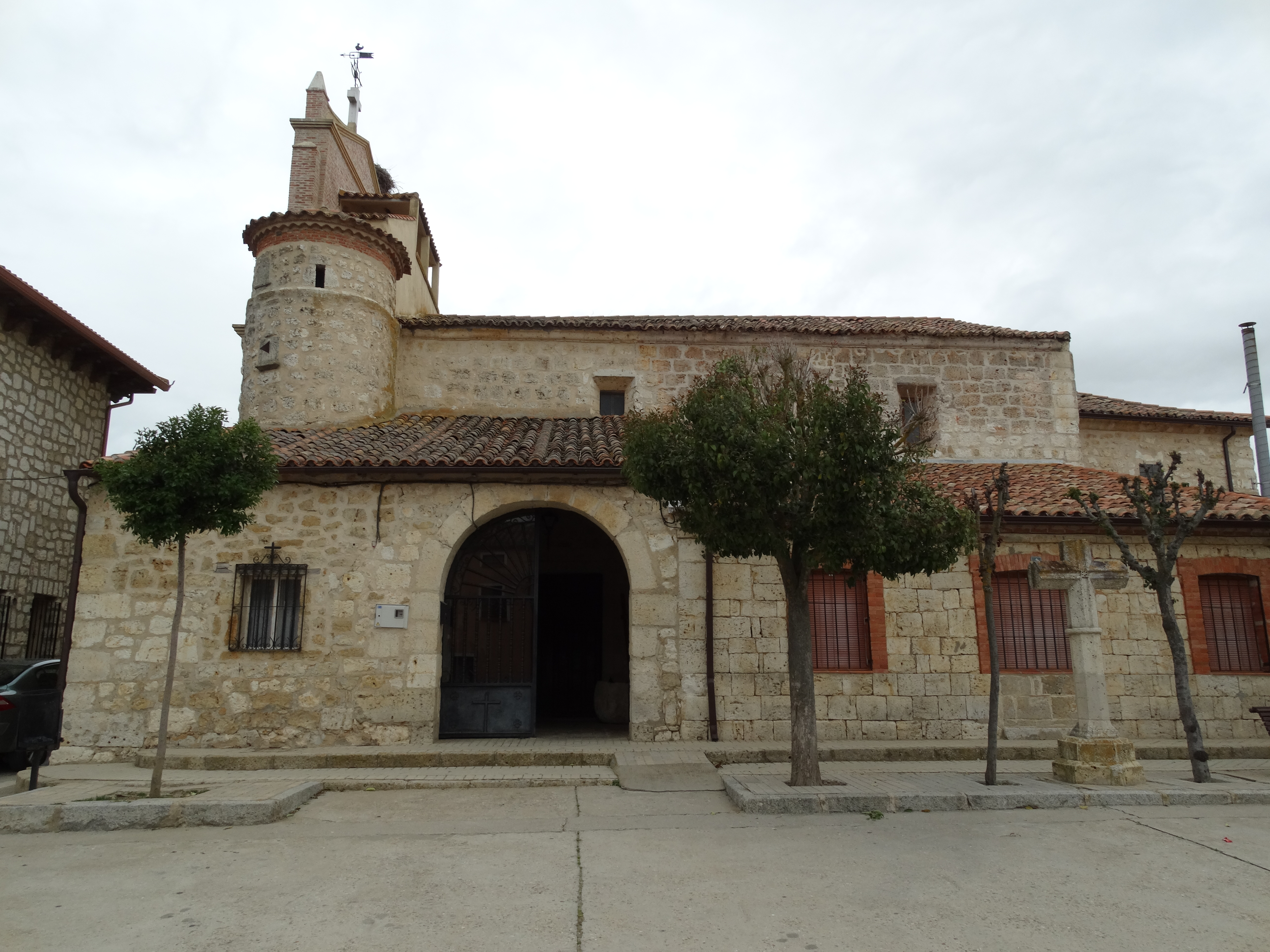
Église Nuestra Señora del Rosario.
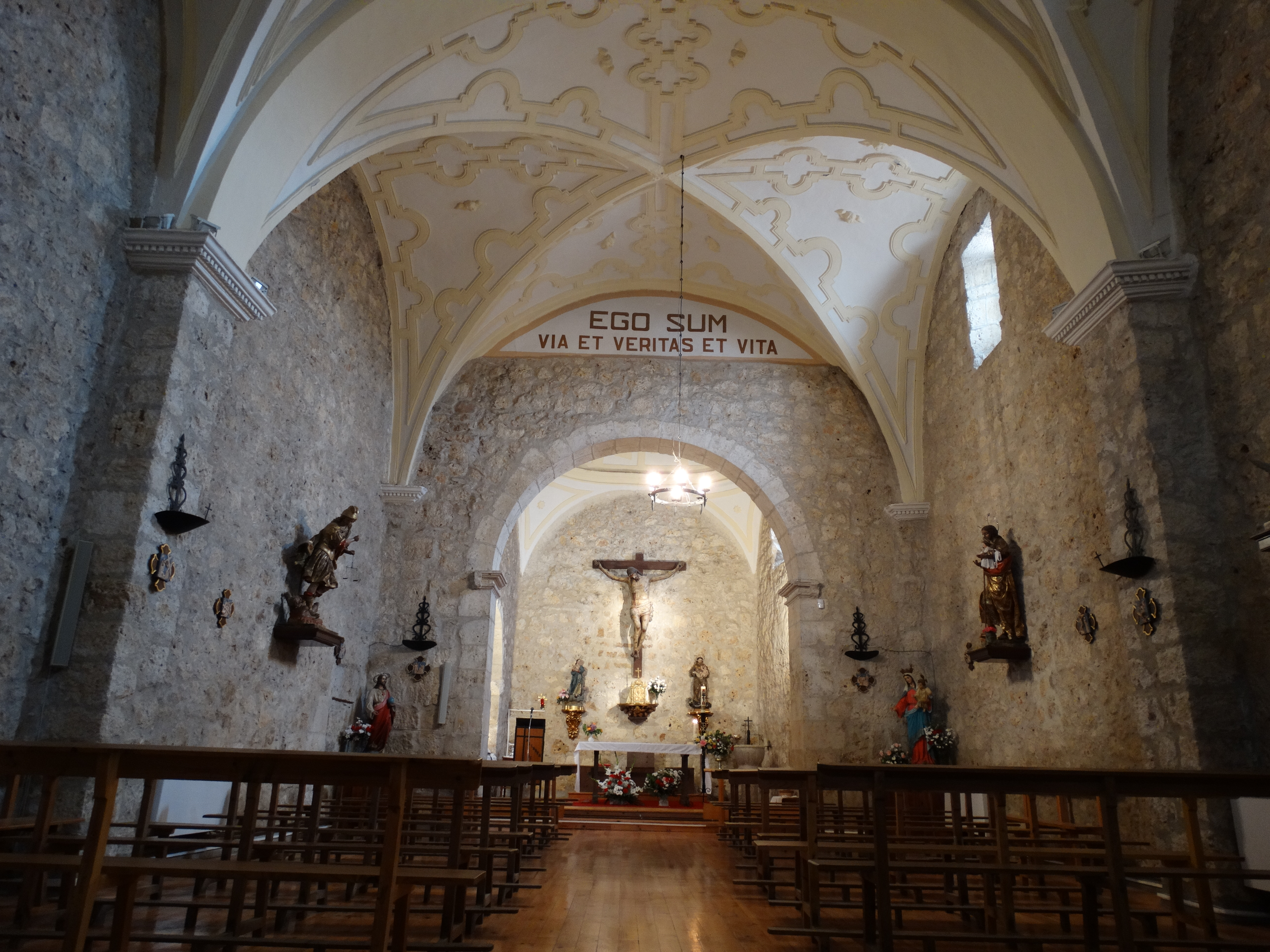
Nef de l'église.
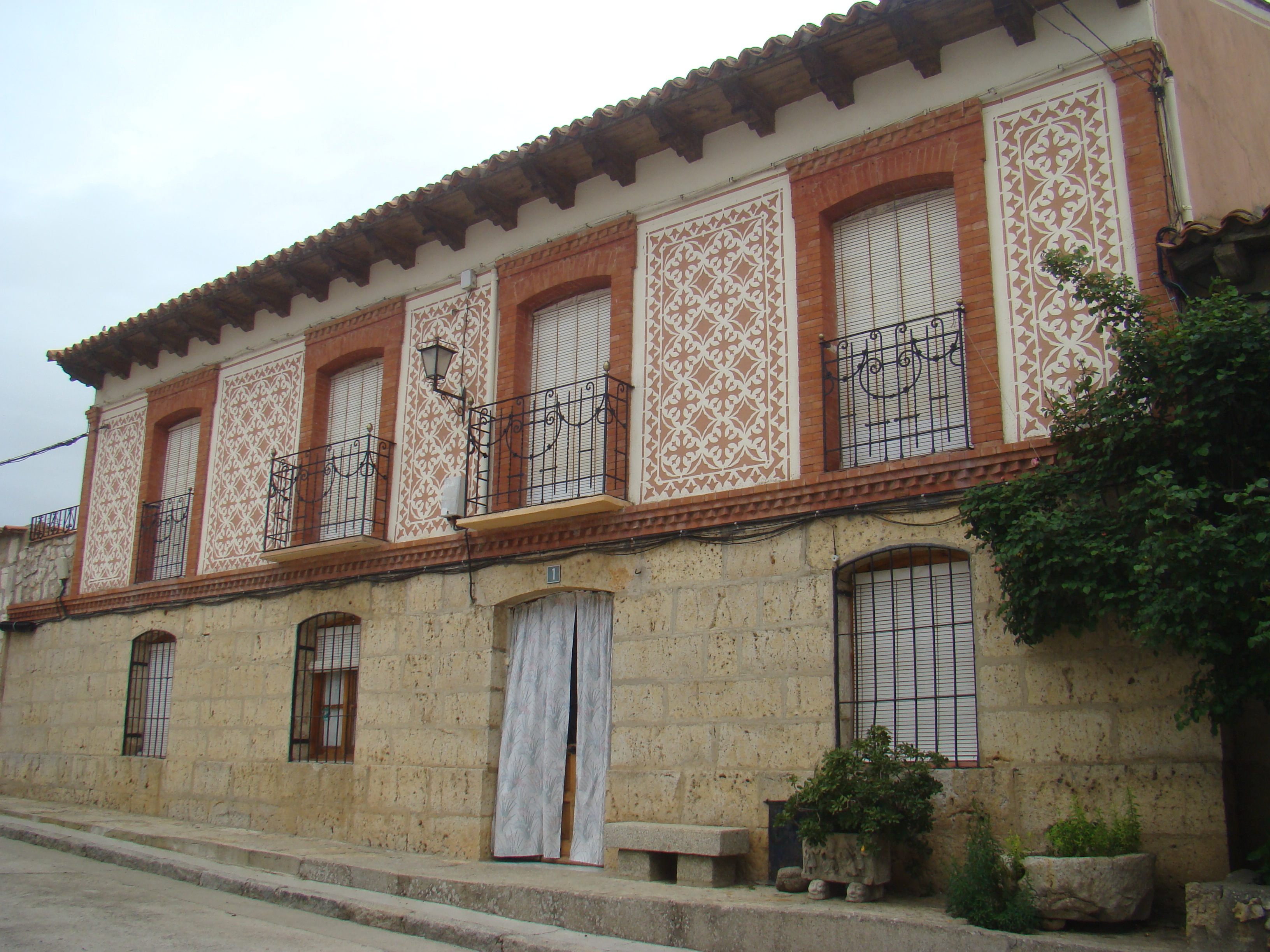
Maison du bourg.
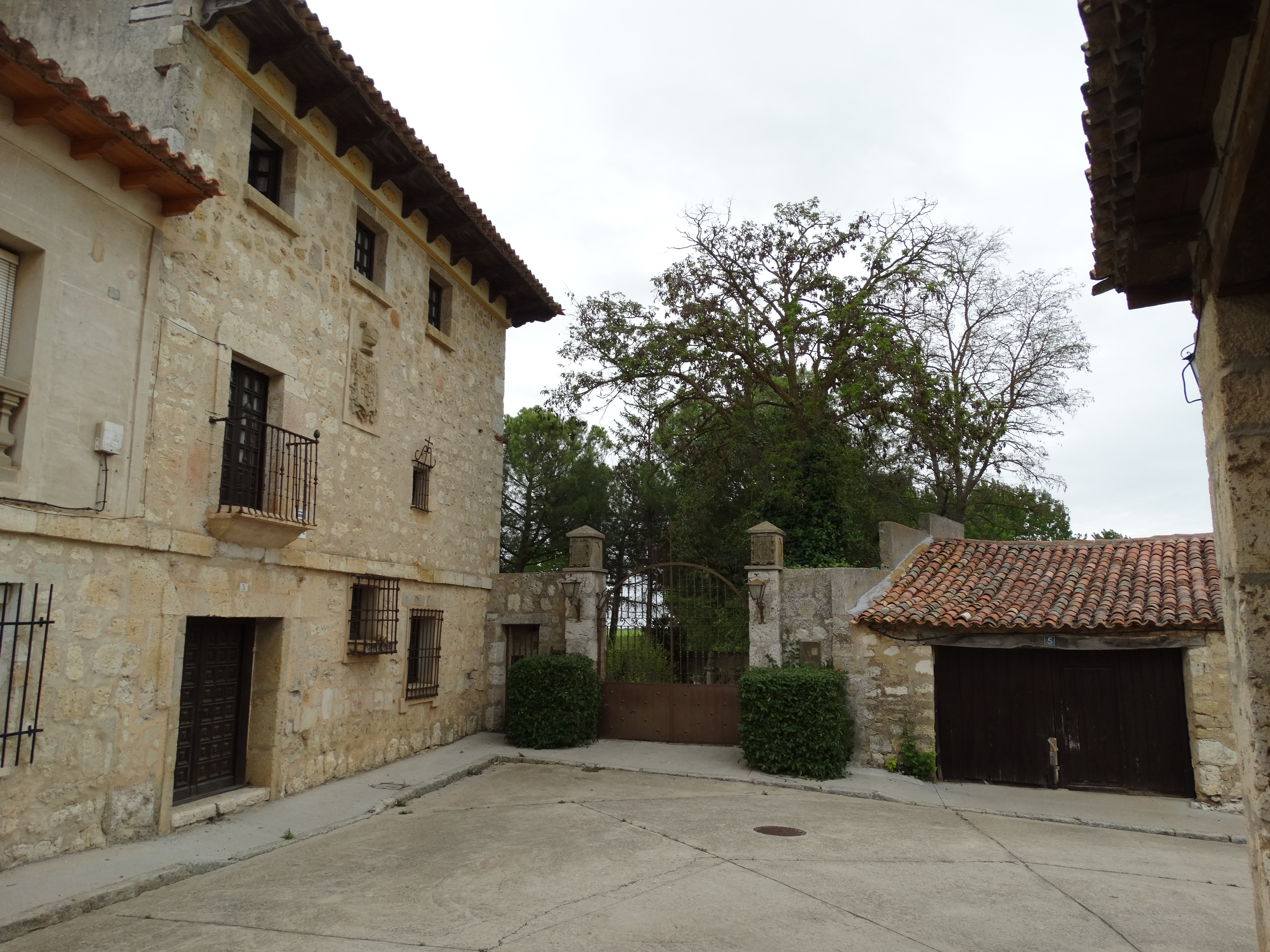
Maison du bourg.